# Karel Beyers
Karel Beyers (ur. 12 marca 1943 w Brasschaat – zm. 3 kwietnia 2020) – belgijski piłkarz grający na pozycji napastnika. Był reprezentantem Belgii.

## Kariera klubowa
Całą swoją karierę piłkarską Beyers spędził w klubie Royal Antwerp FC, w barwach którego zadebiutował w sezonie 1961/1962 w pierwszej lidze belgijskiej i w grał w nim do 1974 roku. Wraz z Royalem wywalczył dwa wicemistrzostwa w sezonach 1962/1963 oraz 1973/1974.
| Sezon   | Klub             | Kraj   | Rozgrywki  | Mecze | Gole |
| ------- | ---------------- | ------ | ---------- | ----- | ---- |
| 1961/62 | Royal Antwerp FC | Belgia | Division 1 | 30    | 12   |
| 1962/63 | Royal Antwerp FC | Belgia | Division 1 | 26    | 5    |
| 1963/64 | Royal Antwerp FC | Belgia | Division 1 | 28    | 11   |
| 1964/65 | Royal Antwerp FC | Belgia | Division 1 | 20    | 1    |
| 1965/66 | Royal Antwerp FC | Belgia | Division 1 | 13    | 3    |
| 1966/67 | Royal Antwerp FC | Belgia | Division 1 | 19    | 8    |
| 1967/68 | Royal Antwerp FC | Belgia | Division 1 | 26    | 1    |
| 1968/69 | Royal Antwerp FC | Belgia | Division 2 | 23    | 5    |
| 1969/70 | Royal Antwerp FC | Belgia | Division 2 | 18    | 3    |
| 1970/71 | Royal Antwerp FC | Belgia | Division 1 | 18    | 1    |
| 1971/72 | Royal Antwerp FC | Belgia | Division 1 | 4     | 0    |
| 1972/73 | Royal Antwerp FC | Belgia | Division 1 | 5     | 0    |
| 1973/74 | Royal Antwerp FC | Belgia | Division 1 | 3     | 1    |

## Kariera reprezentacyjna
W reprezentacji Belgii Beyers zadebiutował 15 kwietnia 1964 w przegranym 2:0 towarzyskim meczu ze Szwajcarią, rozegranym w Genewie. Był to jego jedyny mecz w kadrze narodowej.